# Karlman Bavarski
Karlman  (nemško Karlmann, latinsko Karlomannus) je bil frankovski kralj iz Karolinške dinastije, * okoli 830, † 22. marec 880, Altötting, Bavarska
Bil je najstarejši sin Ludvika Nemškega, kralja Vzhodne Frankovske, in Hemme, hčerke bavarskega grofa. Oče ga je leta 856 imenoval za guvernerja Karantanije, leta 864 pa za poveljnika jugovzhodne meje. Po očetovi smrti leta 876 je postal bavarski kralj. Italijanski kralj  Ludvik II.  ga je imenoval za svojega naslednika, vendar je Italijansko kraljestvo leta 875 zasedel njegov stric Karel Plešasti. Karlman ga je osvojil šele leta 877. Leta 879 ni bil več sposoben vladati, morda zaradi kapi. Odrekel se je oblasti v korist svojih mlajših bratov. Bavarsko je prepustil Ludviku Mlajšemu in Italijo Karlu Debelemu.

## Zgodnje življenje
Rojen je bil verjetno okoli leta 828  ali 830. Njegovo ime je mogoče povezati z očetovim prizadevanjem, da bi vladal Alemaniji.
Karlman je bil dovolj star, da je sodeloval v državljanski vojni 840–843 med njegovim očetom in njegovima stricema, Lotarjem I. in Karlom Plešastim.  Omenjen je kot poveljnik bavarske in alemanske vojske, ki je prišla leta 842 na pomoč njegovemu očeti v Wormsu. Obe vojski je vodil v bitki svojega očeta In strica Karla Plešastega proti drugemu stricu Lotarju I. Ti dogodki so pomenili začetek njegove vojaške kariere.
Oktobra 848 je bil na očetovem zboru v Regensburgu, kjer je bil za zasluge pri obrambi bavarske meje za duxa imenovan slovanski poveljnik Pribina. Karlman je na listini, ki je potrdila njegovo imenovanje, podpisan kot prvi med posvetnimi (za cerkvenimi) mogotci.
V 840. letih je imel Karlman zvezo z Liutsvindo, hčerko bavarskega grofa Ratolda. Okoli leta 850 je z njo dobil sina Arnulfa.

## Varuh jugovzhodnih meja
Leta 856 je bil Karlman imenovn za guvernerja Karantanije. Po pisanju Fuldskih letopisov (863) je dobil naslov »prelat Karantanije« (latinsko praelatus Carantanis).  Vladal je samo v ožji Karantaniji in ne v celi Panonski marki, morda zaradi očetovega strahu, da ne bi pridobil preveč moči. Leta 858 je bil imenovan za vodjo pohoda proti Velikomoravski.
Leta 861 se je sprl z več poveljniki v jugovzhodnih regijah, jih odstavil z njihovih položajev in jih nadomestil s sebi zvestimi pristaši. Zamenjave je izvedel brez očetovega soglasja, kar je povzročilo državljansko vojno. Oče in sin sta se poskušala pobotati šele leta 863, ko je kralj Ludvik vdrl na ozemlje svojega sina, prisilil Karlmana v pokornost in ga priprl.
Karlmana je v Karantaniji zamenja grof Gundahar. Karlman je ostal v priporu do leta  864, ko je pobegnil in se vrnil v Karantanijo. S podporo svojih privržencev je prevzel oblast v pokrajini. Kralj Ludvik, ki se je takrat vojskoval proti Velikomoravski, je prekinil vojne operacije in se odpravil proti Karantaniji. Konflikt se je preprečil s spravo. Karlman se je podredil očetu in v zameno dobil guvernerstvo nad vzhodnimi markami.
Ohranjeno je Karlmanovo pismo očetu iz leta 869, ki opisuje razmere na meji.  Leta 870 mu je po dogovoru s Svetopolkom I., ki je ujel svojega strica Rastislava Moravskega in ga izročil Karlmanu, uspelo vzpostaviti frankovsko oblast na Moravslem. Leta 871 mu je uspelo ujeti Svetopolka in vzpostaviti svoj neposreden nadzor nad celotno kneževino, vendar ga je kmalu spet vrnil na oblast, da bi pomiril kneževino. Poteza se je izkazalo za katastrofalno, ker se je Svetopolk takoj po vrnitvi na Moravsko obrnil proti Karlmanu in prizadejal frankovski vojski hude izgube.
Leta 873 je bil po več posredovanjih papeža Janeza VIII., tudi pri Karlmanu, med kraljem Ludvikom in Svetopolkovimi odposlanci v Forchheimu sklenjen mirovni sporazum, s čimer se je končalo vojno stanje na vzhodnih frankovskih mejah.

## Delitev v Frankfurtu
Da bi preprečil prihodnje dinastične konflikte, se je kralj Ludvik odločil urediti položaj svojih treh sinov. Leta 865 je bil v Frankfurtu dosežen in razglašen dogovor o nasledstvu, ki je postal znan kot »delitev v Frankfurtu«. Bavarska in Jugovzhodna marka sta bili dodeljeni Karlmanu, Saška in Frankonija Ludviku Mlajšemu, Alemanija pa Karlu Debelemu. Princi naj bi postali vladarji svojih domen in dobili naslov kralj šele po očetovi smrti. Njihov položaj v državnih zadevah je bil natančno urejen, pri čemer je kralj Ludvik obdržal vse glavne vzvode oblasti.
Istočasno so se vsi kraljevi sinovi poročili s plemkinjami iz svojih regij. Karlman se je poročil s hčerko bavarskega vojvode (dux) Ernesta, ki ga Annales Bertiniani opisujejo kot »največjega od vseh kraljevih velikih mož«. Poroka se je morala zgoditi pred Ernestovim padcem v nemilost in odpustitvijo leta 861. Ludvik Nemški je namreč ostro nasprotoval, da bi se njegov drugi sin poročil v družino, ki je prišla v nemilost v letih 858–859.
Po Annales Bertiniani, ki jih je takrat urejal nadškof Hincmar iz Reimsa, je Karlmanova mati Ema do leta 870 spodbujala svojega moža, naj da prednost Karlmanu pred njegovimi brati. To je prva omemba sodelovanja Eme v politiki in je morda povezana z Ludvikovo boleznijo v letih 869-870. Zgodovinar Ernst Dümmler po drugi strani meni, da je bil Karlman »mamin sinček«.

## Vladar Italije
12. avgusta 875 je italijanski kralj Ludvik II. umrl. Ludvik Nemški je njegovo kraljestvo zahteval za svoje sinove. Papež Janez VIII., ki se je stalno soočal z vdori muslimanov s Sicilije, se je postavil na stran Karla Plešastega. Karlman je s svojo vojsko vdrl v Italijo in podelil diplomo samostanu San Clemente v Casauriji, eni najbolj priljubljenih hiš Ludvika Plešastega. Karlman se je v diplomi razglasil za Ludvikovega izbranega naslednika.  Po pisanju v Fuldskih letopisih mu je moral Karel Plešasti ponuditi ogromno vsoto zlata, srebra in dragih kamnov, da bi ga prepričal, naj zapusti Italijo.
28. avgusta 876 je Ludvik umrl in njegovi sinovi so postali kralji v svojih dodeljenih kraljestvih. 6. oktobra 877 je Karel Plešasti umrl in Karlmanu je še isti mesec uspelo doseči, da so ga plemiči, zbrani v Pavii, izvolili za kralja Italije. Karlman je bil eden od le dveh karolinških kraljev Italije, drugi je bil njegov brat in naslednik Karel, ki na začetku svojega vladanja ni izdal kapitularja, da bi razglasil svojo legitimnost in potrdil, da se bo držal tradicije dobrega vladanja.
V Italiji je Karloman potrdil uredbo svojega predhodnika, s katero so škofi postali stalni dominikanski misijonarji (kraljevi predstavniki) v svojih škofijah. Uredbo je dopolnil s širitvijo jurisdikcije posameznih škofov, da bi pridobil njihovo zvestobo.  Po Karlmanovi smrti so potrditev predhodnikovih koncesij škofom in pogajanja o novih v zameno za njihovo podporo postala italijanska tradicija.
V Italiji je imel Karlman kovnici denarja v Milanu in Pavii. Na kovancih iz milanske kovnice je bil običajno napis CARLOMAN REX, na kovancih iz Pavie pa napis HCARLEMANNVS RE. Vsi so imeli na eni strani stiliziran tempelj. Karlman na Bavarskem ni koval svojega denarja.

## Vladar Bavarske
Na Bavarskem je Karlman ponovno ustanovil palačo in samostan v Öttingu.  Posvetil ga je Devici Mariji in »številnim drugim svetnikom, katerih relikvije smo z božjo pomočjo uspeli zbrati«. Za kanclerja je imenoval očetovega prijatelja, jezikoslovca Balda. Leta 878 je bil morda predmet poskusa atentata. Po Annales Juvavenses je bil kralj v Ergoldingu »obkrožen z grofom Ermenpertom in nekaj njegovimi vojaki«. Grof je očitno pobegnil v Zahodno Frankovsko, kjer ga je sprejel Ludvik Jecljavi. In 
Karlman je za svojega naslednika na Bavarskem pripravljal svojega nezakonskega sina Arnulfa. V listini, izdani v Regensburgu, ga je imenoval »kraljevi sin« (filius regalis). Izraz podoben izrazu »kraljev sin«  (filius regis), ki je bil standardni naziv zakonitega kraljevega sina. Njegova politika je imela podpornike, kot so bili opat Regino iz Prüma in menihi iz Saint Galla, pa tudi nasprotnike, ki so se pritožili Karlmanovemu bratu Ludviku Mlajšemu. 
V začetku leta 879  Karlman ni bil več sposoben vladati zaradi bolezni, morda možganske kapi. Ludvik Mlajši je prišel na Bavarsko, da bi od plemstva dobil soglasje za bodočega kralja. Po Velike noči je odšel in Arnulf je v očetovem imenu prevzel oblast nad kraljestvom. Odslovil je nekatere ugledne grofe, ki so pozvali Ludvika Mlajšega, naj jih vrne na prejšnje položaje. Karlman je poskušal lagalizirati Arnulfova dejanja z dodajanjem svojega imena na sinove uradne listine, novembra pa je na Bavarsko prišel Ludvik, da bi izsilil rešitev nasledstva. Odstavljene grofe je vrnil na njihove položaje in dosegel, da mu je Karlman uradno prepustil bavarski prestol. Arnulfa je vzel Ludvik pod svojo zaščito. Brat Karel je svojo vladavino v Italiji začel novembra 879. Zdi se, da se je Karlman istočasno odrekel Bavarski in Italiji.

## Bolezen in smrt
Annales Fuldenses (879) o Karlmanoven zdrvstvenem stanju poročajo, da je izgubil glas, vendar je še vedno lahko komuniciral pisno.  Regino iz Prüma v svoji kroniki za leto 880 omenja, da je bil  »izveden v pisanju«  (literis eruditus), kar pomeni, da je znal pisati latinsko. Celotna Reginova hvala na Karlmanov račun se glasi:
Ta najodličnejši kralj je bil učen v pisanju, vdan krščanski veri, pravičen, miroljuben in moralno pošten. Lepota njegovega telesa je bila izjemna, njegova telesna moč pa je bila čudež za opazovanje. Imel je zelo bojevit duh. Z očetom, še več pa brez njega, je vodil številne vojne proti slovanskim kraljestvom. Zmagovalcu je vedno vračal dostojanstvo in z veličastnim železom širil meje svojega imperija. Bil je blag do svojih mož in živa groza svojim sovražnikom. Bil je očarljiv v govoru, skromen in obdarjen z veliko bistrostjo za vodenje poslov v kraljestvu. Bil je tako spreten, da je bil pravo utelešenje kraljevega veličanstva.
Večina virov postavlja Karlomanovo smrt v marec 880. Izjema so Annales Juvavenses, ki jo postavljajo na 21. september. Pokopan je bil v kapeli svoje palače v Öttingu. Zapustil je nezakonskega sina Arnulfa, ki je med vladavino Karlmanovih bratov ostal mejni grof Koroške. Leta 887 je postal kralj Vzhodne Frankovske in leta 896 cesar Svetega rimskega cesarstva.